# Copa Celta 2003-04
La Copa Celta de 2003-04 fue la primera edición del torneo de rugby para equipos pertenecientes a la Liga Celta.
El campeón fue el equipo irlandés Ulster quienes obtuvieron su primer campeonato.

## Sistema de disputa
El torneo se disputó en formato de eliminación directa comenzando en una fase preliminar en la cual los ganadores clasificaban a los cuartos de final.

## Desarrollo

### Fase preliminar
| 19 de septiembre de 2003 | Connacht Rugby | 26 - 21 | Border Reivers | Galway, Irlanda |  |

| 20 de septiembre de 2003 | Llanelli Scarlets | 40 - 6 | Newport Gwent Dragons | Llanelli, Gales |  |

| 19 de septiembre de 2003 | Celtic Warriors | 9 - 19 | Glasgow Warriors | Bridgend, Gales |  |

| 19 de septiembre | Leinster Rugby | 35 - 21 | Ospreys | Dublín, Irlanda |  |

### Cuartos de final
| 3 de octubre de 2003 | Llanelli Scarlets | 12 - 14 | Connacht Rugby | Llanelli, Gales |  |

| 3 de octubre de 2003 | Edinburgh Rugby | 33 - 16 | Cardiff Blues | Edimburgo, Escocia |  |

| 3 de octubre de 2003 | Glasgow Warriors | 18 - 14 | Munster Rugby | Glasgow, Escocia |  |

| 3 de octubre de 2003                                  | Ulster Rugby | 23 - 23 | Leinster Rugby | Belfast, Irlanda del Norte |  |
| Ulster avanza por anotar 3 tries contra 2 de Leinster |              |         |                |                            |  |

### Semifinales
| 15 de noviembre de 2003 | Connacht Rugby | 25 - 26 | Edinburgh Rugby | Galway, Irlanda |  |

| 29 de abril de 2005 | Glasgow Warriors | 13 - 20 | Ulster Rugby | Glasgow, Escocia |  |

### Final
| 20 de diciembre de 2003 | Edinburgh Rugby | 21 - 27 | Ulster Rugby | Edimburgo, Escocia |  |

| Bandera de Irlanda   |
| Campeón Ulster Rugby |
| Primer título        |